# Higino Gromático
Higino el Gromático fue un autor latino del siglo II que destacó en la época del emperador romano Trajano, el sobrenombre Gromático le viene de su profesión de agrimensor (latín gruma), denominado también del latín Hyginus Gromaticus. 

## Biografía
Se sabe muy poco de su vida. Se trata de un geógrafo, cartógrafó y matemático romano dedicado a la agrimensura y que dejó escritos en diversas ciencias. Nada tiene que ver con Cayo Julio Higino.
Es muy conocido en el arte de construir relojes solares gnomónica como uno de sus mayores divulgadores y precursores es muy famosa la frase "Advocandum est gnomonices summae ac divinae artis fulmentum". 

## Obra
- Codex Arcerianus
- Constitutio
- De condicionibus agrorum
- De generibus controversiarum
- De limitibus constituendi
- De munitionibus castrorum. (Atribuido)